# Europese kampioenschappen kunstschaatsen 1996
De Europese Kampioenschappen kunstschaatsen zijn wedstrijden die samen een jaarlijks terugkerend evenement vormen, georganiseerd door de Internationale Schaatsunie (ISU).
De kampioenschappen van 1996 vonden plaats van 22 tot en met 28 januari in Sofia. Het was de tweede keer na het EK van 1991 dat de kampioenschappen hier en in Bulgarije plaatsvonden.
Voor de mannen was het de 88e editie, voor de vrouwen en paren was het de 60e editie en voor de ijsdansers de 43e editie.

## Historie
De Duitse en Oostenrijkse schaatsbond, verenigd in de "Deutscher und Österreichischer Eislaufverband", organiseerden zowel het eerste EK Schaatsen voor mannen als het eerste EK Kunstschaatsen voor mannen in 1891 in Hamburg, in toen nog het Duitse Keizerrijk, nog voor het ISU in 1892 werd opgericht. De internationale schaatsbond nam in 1892 de organisatie van het EK kunstschaatsen over. In 1895 werd besloten voortaan het WK kunstschaatsen te organiseren en kwam het EK te vervallen. In 1898, na twee jaar onderbreking, vond toch weer een herstart plaats van het EK kunstschaatsen.
De vrouwen en paren zouden vanaf 1930 jaarlijks om de Europese titel strijden. De ijsdansers streden vanaf 1954 om de Europese titel in het kunstschaatsen.

## Deelname
Er nam een recordaantal van 33 landen deel aan deze kampioenschappen. Zij vulden het aantal van 110 startplaatsen in de vier disciplines in.
Voor België nam Christelle Damman voor de tweede keer deel in het vrouwentoernooi. Voor Nederland nam Marcus Deen voor de tweede keer deel in het mannentoernooi, debuteerde Georgina de Wit in het vrouwentoernooi en namen Jeltje Schulten / Alcuin Schulten voor de tweede keer deel bij de paren.
(Tussen haakjes het totaal aantal startplaatsen over de disciplines.)
| Rusland (12) Frankrijk (10) Oekraïne (10) Duitsland (6) Polen (6) Tsjechië (6) Verenigd Koninkrijk (5) | Estland (4) Finland (4) Hongarije (4) Italië (4) Armenië (3) Nederland (3) Roemenië (3) | Slowakije (3) Zwitserland (3) Bulgarije (3) Letland (2) Litouwen (2) Oostenrijk (2) Slovenië (2) | Spanje (2) Turkije (2) Azerbeidzjan (2) België (1) Denemarken (1) Georgië (1) | Griekenland (1) Kroatië (1) Luxemburg (1) Noorwegen (1) Wit-Rusland (1) Zweden (1) |

## Medaille verdeling
Bij de mannen werd Viacheslav Zagorodniuk de 38e Europees kampioen en de derde kampioen uit Oekraïne na het uiteenvallen van de Sovjet-Unie. Dmitri Dmitrenko (1993) en Viktor Petrenko (1994) waren zijn voorgangers. Het was zijn vijfde medaille, in 1990, 1991 en 1995 werd hij derde en in 1994 tweede. Twee Russen flankeerden hem op het erepodium. Debutant Igor Pashkevich eindigde op de tweede plaats en de Europees kampioen van 1995 Ilia Kulik op plaats drie behaalde zijn tweede medaille.
Bij de vrouwen werd Irina Sloetskaja de 27e Europees kampioene en de eerste Europees kampioene kunstschaatsen uit Rusland die deze titel veroverde. Tijdens de Sovjet periode wist geen enkele landgenote deze titel te veroveren. Het was haar eerste EK medaille. De vijfvoudig Europees kampioene (1991-1995) Surya Bonaly eindigde op de tweede plaats, het was haar zesde medaille. Voor de Russin Maria Butyrskaya op plaats drie was het ook haar eerste EK medaille.
Bij de paren veroverde het debuterende Russische paar Oksana Kazakova / Artur Dmitriev als 26e paar de Europese titel. Voor Artur Dmitriev was het zijn derde Europese titel en zesde medaille. In 1991 en 1992 werd hij met Natalia Mishkutenok ook kampioen en in 1989, 1990 en 1994 werd hij met haar derde. De Europees kampioenen van 1995 Mandy Wötzel / Ingo Steuer op de tweede plaats behaalden hun derde medaille als paar, in 1993 werden ze tweede. Mandy Wötzel veroverde in 1989 de zilveren medaille met haar toenmalige schaatspartner Axel Rauschenbach voor Oost-Duitsland. Het paar Sarah Abitbol / Stephane Bernadis op de derde plaats behaalden hun eerste medaille en de tweede medaille voor Frankrijk bij de paren. In 1932 werd het paar Andrée Brunet / Pierre Brunet Europees kampioen.
Bij het ijsdansen werd het paar Oksana Grishuk / Jevgeni Platov het achttiende paar die de Europese titel veroverden en het derde paar uit Rusland na het uiteenvallen van de Sovjet-Unie. Het was hun vierde medaille, in 1992 werden ze derde en in 1993 en 1994 tweede. Voor hun landgenoten Anjelika Krylova / Oleg Ovsyannikov op plaats twee was het hun tweede medaille, in 1995 werden ze derde. Voor het Oekraïense paar Irina Romanova / Igor Jarostsjenko op plaats drie was het hun eerste medaille bij de EK Kunstschaatsen.
| Discipline | Goud                             | Zilver                              | Brons                              |
| ---------- | -------------------------------- | ----------------------------------- | ---------------------------------- |
| Mannen     | Viacheslav Zagorodniuk           | Igor Pashkevich                     | Ilia Kulik                         |
| Vrouwen    | Irina Sloetskaja                 | Surya Bonaly                        | Maria Boetyrskaja                  |
| Paren      | Oksana Kazakova / Artur Dmitriev | Mandy Wötzel / Ingo Steuer          | Sarah Abitbol / Stephane Bernadis  |
| IJsdansen  | Oksana Grishuk / Jevgeni Platov  | Anjelika Krylova / Oleg Ovsyannikov | Irina Romanova / Igor Jarostsjenko |

## Uitslagen
| #                      | naam (deelname)            | land                         | pc     |
| ---------------------- | -------------------------- | ---------------------------- | ------ |
| Goud                   | Viacheslav Zagorodniuk (7) | Vlag van Oekraïne            |        |
| Zilver                 | Igor Pasjkevitsj           | Vlag van Rusland             |        |
| Brons                  | Ilia Kulik (2)             | Vlag van Rusland             |        |
| 4                      | Steven Cousins (7)         | Vlag van Verenigd Koninkrijk |        |
| 5                      | Philippe Candeloro (6)     | Vlag van Frankrijk           |        |
| 6                      | Aleksej Jagoedin           | Vlag van Rusland             |        |
| 7                      | Dmitri Dmitrenko (4)       | Vlag van Oekraïne            |        |
| 8                      | Eric Millot (8)            | Vlag van Frankrijk           |        |
| 9                      | Cornel Gheorghe (7)        | Vlag van Roemenië            |        |
| 10                     | Szabolcs Vidrai (3)        | Vlag van Hongarije           |        |
| 11                     | Ivan Dinev (5)             | Vlag van Bulgarije           |        |
| 12                     | Evgeny Pliuta              | Vlag van Oekraïne            |        |
| 13                     | Patrick Meier (4)          | Vlag van Zwitserland         |        |
| 14                     | Markus Leminen (3)         | Vlag van Finland             |        |
| 15                     | Fabrizio Garattoni (3)     | Vlag van Italië              |        |
| 16                     | Neil Wilson                | Vlag van Verenigd Koninkrijk |        |
| 17                     | Michael Tyllesen (4)       | Vlag van Denemarken          |        |
| 18                     | Robert Grzegorczyk (2)     | Vlag van Polen               |        |
| 19                     | Patrick Schmit (3)         | Vlag van Luxemburg           |        |
| 20                     | Florian Tuma (4)           | Vlag van Oostenrijk          |        |
| 21                     | Alexandre Mourashko (3)    | Vlag van Wit-Rusland         |        |
| 22                     | Margus Hernits             | Vlag van Estland             |        |
| 23                     | Jordi Pedro Roya           | Vlag van Spanje              |        |
| 24                     | Jan Cejvan (2)             | Vlag van Slovenië            |        |
| Vrije kür niet bereikt |                            |                              |        |
| 25                     | Robert Kazimir             | Vlag van Slowakije           |        |
| 26                     | Vachtang Moervanidze       | Vlag van Georgië             |        |
| 27                     | Jaroslav Suchy (6)         | Vlag van Tsjechië            |        |
| 28                     | Luiz Taifas                | Vlag van Roemenië            |        |
| 29                     | Marcus Deen (2)            | Vlag van Nederland           |        |
| -                      | Andrejs Vlascenko (2)      | Vlag van Duitsland           | t.z.t. |
| Alleen kwalificatie    |                            |                              |        |
| 31                     | Aramayis Grigorian         | Vlag van Armenië             |        |
| 32                     | Yeler Tekalioglu           | Vlag van Turkije             |        |

| #                      | naam (deelname)        | land                         | pc |
| ---------------------- | ---------------------- | ---------------------------- | -- |
| Goud                   | Irina Sloetskaja (2)   | Vlag van Rusland             |    |
| Zilver                 | Surya Bonaly (8)       | Vlag van Frankrijk           |    |
| Brons                  | Maria Boetyrskaja (4)  | Vlag van Rusland             |    |
| 4                      | Elena Liashenko (3)    | Vlag van Oekraïne            |    |
| 5                      | Tanja Szewczenko (4)   | Vlag van Duitsland           |    |
| 6                      | Krisztina Czako (4)    | Vlag van Hongarije           |    |
| 7                      | Zuzanna Szwed (6)      | Vlag van Polen               |    |
| 8                      | Vanessa Gusmeroli      | Vlag van Frankrijk           |    |
| 9                      | Joelija Vorobjova (4)  | Vlag van Azerbeidzjan        |    |
| 10                     | Mila Kajas (2)         | Vlag van Finland             |    |
| 11                     | Olga Markova (4)       | Vlag van Rusland             |    |
| 12                     | Anna Rechnio (4)       | Vlag van Polen               |    |
| 13                     | Lenka Kulovana (4)     | Vlag van Tsjechië            |    |
| 14                     | Katerina Berankova (2) | Vlag van Tsjechië            |    |
| 15                     | Mojca Kopac (4)        | Vlag van Slovenië            |    |
| 16                     | Astrid Hochstetter     | Vlag van Duitsland           |    |
| 17                     | Veronique Fleury       | Vlag van Frankrijk           |    |
| 18                     | Yulia Lavrenchuk (2)   | Vlag van Oekraïne            |    |
| 19                     | Diana Poth             | Vlag van Hongarije           |    |
| 20                     | Silvia Fontana (2)     | Vlag van Italië              |    |
| 21                     | Denise Jaschek         | Vlag van Oostenrijk          |    |
| 22                     | Alma Lepina (4)        | Vlag van Letland             |    |
| 23                     | Lucinda Ruh            | Vlag van Zwitserland         |    |
| 24                     | Ludmila Ivanova (3)    | Vlag van Oekraïne            |    |
| 25                     | Sofia Penkova (2) *    | Vlag van Bulgarije           |    |
| Vrije kür niet bereikt |                        |                              |    |
| 25                     | Christelle Damman (2)  | Vlag van België              |    |
| 26                     | Stephanie Main (2)     | Vlag van Verenigd Koninkrijk |    |
| 27                     | Ivana Jakupcevic (2)   | Vlag van Kroatië             |    |
| 29                     | Klara Bramfeldt        | Vlag van Zweden              |    |
| 30                     | Kaja Hanevold (2)      | Vlag van Noorwegen           |    |
| Alleen kwalificatie    |                        |                              |    |
| 31                     | Zuzanna Paurova        | Vlag van Slowakije           |    |
| 32                     | Ece Aksuyek            | Vlag van Turkije             |    |
| 33                     | Marta Senra            | Vlag van Spanje              |    |
| 34                     | Roxana Luca            | Vlag van Roemenië            |    |
| 35                     | Jekaterina Golovatenko | Vlag van Estland             |    |
| 36                     | Georgina de Witt       | Vlag van Nederland           |    |
| 37                     | Ellen Ambartsoumian    | Vlag van Armenië             |    |

| #      | naam (deelname)                           | land                         | pc |
| ------ | ----------------------------------------- | ---------------------------- | -- |
| Goud   | Oksana Kazakova Artur Dmitriev (7)        | Vlag van Rusland             |    |
| Zilver | Mandy Wötzel (8) Ingo Steuer (8)          | Vlag van Duitsland           |    |
| Brons  | Sarah Abitbol (4) Stephane Bernadis (4)   | Vlag van Frankrijk           |    |
| 4      | Marina Eltsova (3) Andrei Bushkov (3)     | Vlag van Rusland             |    |
| 5      | Maria Petrova (2) Anton Sikharulidze (2)  | Vlag van Rusland             |    |
| 6      | Dorota Zagórska (3) Mariusz Siudek (5)    | Vlag van Polen               |    |
| 7      | Elena Beloesovskaja (3) Stanislav Morozov | Vlag van Oekraïne            |    |
| 8      | Silvia Dimitrov (2) Rico Rex (2)          | Vlag van Duitsland           |    |
| 9      | Line Haddad (2) Sylvain Privé (2)         | Vlag van Frankrijk           |    |
| 10     | Lesley Rogers (2) Michael Aldred (4)      | Vlag van Verenigd Koninkrijk |    |
| 11     | Evgenia Filonenko Igor Marchenko          | Vlag van Oekraïne            |    |
| 12     | Elaine Asanakis Joel McKeever             | Vlag van Griekenland         |    |
| 13     | Veronika Joukalova (2) Otto Dlabola (2)   | Vlag van Tsjechië            |    |
| 14     | Magdalena Scroczynska Slamoir Borowiecki  | Vlag van Polen               |    |
| 15     | Jeltje Schulten (3) Alcuin Schulten (4)   | Vlag van Nederland           |    |
| 16     | Olga Bogouslavska Juri Salmonov           | Vlag van Letland             |    |
| 17     | Jekaterina Nekrassova Valdis Mintals      | Vlag van Estland             |    |

| #      | naam (deelname)                               | land                         | pc |
| ------ | --------------------------------------------- | ---------------------------- | -- |
| Goud   | Oksana Grishuk (6) Jevgeni Platov (6)         | Vlag van Rusland             |    |
| Zilver | Anjelika Krylova (4) Oleg Ovsyannikov (2)     | Vlag van Rusland             |    |
| Brons  | Irina Romanova (4) Igor Jarosjenko (4)        | Vlag van Oekraïne            |    |
| 4      | Marina Anissina (3) Gwendal Peizerat (4)      | Vlag van Frankrijk           |    |
| 5      | Irina Lobacheva (2) Ilia Averbukh (2)         | Vlag van Rusland             |    |
| 6      | Margarita Drobiazko (5) Povilas Vanagas (5)   | Vlag van Litouwen            |    |
| 7      | Katerina Mrazova (6) Martin Simecek (9)       | Vlag van Tsjechië            |    |
| 8      | Barbara Fusar-Poli (3) Maurizio Margaglio (2) | Vlag van Italië              |    |
| 9      | Kati Winkler (3) Rene Lohse (3)               | Vlag van Duitsland           |    |
| 10     | Sylwia Nowak (2) Sebastian Kolasiński (2)     | Vlag van Polen               |    |
| 11     | Marika Humphreys (2) Phillip Askew            | Vlag van Verenigd Koninkrijk |    |
| 12     | Barbara Piton Alexandre Piton (2)             | Vlag van Frankrijk           |    |
| 13     | Olena Hroesjyna (2) Roeslan Hontsjarov (2)    | Vlag van Oekraïne            |    |
| 14     | Agnes Jacquemard Alexis Gayet                 | Vlag van Frankrijk           |    |
| 15     | Sarka Vondrkova Luka Kral                     | Vlag van Tsjechië            |    |
| 16     | Cornelia Diener Alexei Pospelov               | Vlag van Zwitserland         |    |
| 17     | Francesca Fermi Andrea Baldi                  | Vlag van Italië              |    |
| 18     | Eniko Berkes (4) Endre Szentirmay (2)         | Vlag van Hongarije           |    |
| 19     | Barbara Hanley Vasily Serkov                  | Vlag van Litouwen            |    |
| 20     | Anna Mosenkova (3) Dmitri Kurakin (3)         | Vlag van Estland             |    |
| 21     | Kako Koinuma (2) Tigran Arakelian (2)         | Vlag van Armenië             |    |
| 22     | Katri Kuusniemi (2) Jamie Walker              | Vlag van Finland             |    |
| 23     | Maikki Outila Toni Mattila (2)                | Vlag van Finland             |    |
| 24     | Zuzana Babusikova Marian Mesaros              | Vlag van Slowakije           |    |

Medaillewinnaars

Mannen · 
Vrouwen ·
Paren · 
IJsdansen

Toernooi

1891 · 
1892 · 
1893 · 
1894 · 
1895 · 
1896-1897 · 
1898 · 
1899 · 
1900 · 
1901 · 
1902-1903 · 
1904 · 
1905 · 
1906 · 
1907 · 
1908 · 
1909 · 
1910 · 
1911 · 
1912 · 
1913 · 
1914 · 
1915-1921 · 
1922 · 
1923 · 
1924 · 
1925 · 
1926 · 
1927 · 
1928 · 
1929 · 
1930 · 
1931 · 
1932 · 
1933 · 
1934 · 
1935 · 
1936 · 
1937 · 
1938 · 
1939 ·
1940-1946 · 
1947 · 
1948 · 
1949 · 
1950 · 
1951 · 
1952 · 
1953 · 
1954 · 
1955 · 
1956 · 
1957 · 
1958 · 
1959 · 
1960 · 
1961 · 
1962 · 
1963 · 
1964 · 
1965 · 
1966 · 
1967 · 
1968 · 
1969 · 
1970 · 
1971 · 
1972 · 
1973 · 
1974 · 
1975 · 
1976 · 
1977 · 
1978 · 
1979 · 
1980 · 
1981 · 
1982 · 
1983 · 
1984 · 
1985 · 
1986 · 
1987 · 
1988 · 
1989 · 
1990 · 
1991 · 
1992 · 
1993 · 
1994 · 
1995 ·
1996 · 
1997 · 
1998 · 
1999 · 
2000 · 
2001 · 
2002 · 
2003 · 
2004 · 
2005 · 
2006 ·
2007 ·
2008 ·
2009 ·
2010 ·
2011 ·
2012 ·
2013 ·
2014 ·
2015 ·
2016 ·
2017 ·
2018 ·
2019 ·
2020 ·
2021 · 
2022 · 
2023 · 
2024 · 
2025

WK kunstschaatsen ·
WK kunstschaatsen junioren ·
Viercontinentenkampioenschap ·
Olympische Spelen